# 朱香云
朱香云（1950年—），中国女子乒乓球运动员。她曾获得1975年世界乒乓球锦标赛女子双打银牌、1977年世界乒乓球锦标赛女子团体金牌和女子双打银牌。 